# Proformica buddhaensis
Proformica buddhaensis är en myrart som beskrevs av Mikhail Dmitrievich Ruzsky 1915. Proformica buddhaensis ingår i släktet Proformica och familjen myror. Inga underarter finns listade i Catalogue of Life.